# カーランド・ハウンド
カーランド・ハウンド（英：Chrland Hound）は、ラトビア原産のセントハウンド犬種のひとつである。

## 歴史
18世紀の終わりごろから19世紀の初頭にかけての期間に誕生した犬種である。イギリス原産のセントハウンド犬種（種類不詳）やポーリッシュ・ハウンド、ルツェルニーズ・ハウンドなどを掛け合わせて作出された。
主にシカやイノシシといった大型哺乳類を狩るために用いられた。ラトビアの森は人工的な区分けが行われていて、獲物の取りすぎを防止するため、人は猟銃を持って森の中に入ることが禁じられていた。そこで、狩猟が認可された視界の開けた場所で銃を持って待機し、獲物を森から連れてくる（追い立ててくる）狩猟法が必要不可欠となっていた。カーランド・ハウンドは放たれるとパックで獲物のにおいを追跡し、発見すると吠えて主人に知らせる。その後は主人の指示に従って獲物を追って誘導し、主人の元へ連れてくる。主人の待つ視界の開けた場所まで獲物を連れてくると、吠えたり噛み留めを行って獲物を動けなくする。そうして身動きの取れなくなった獲物は主人の猟銃によって仕留められ、狩猟は完了する。
19世紀にはラトビアで非常に人気があったが、1920年代になると森の動物を保護するため、このスタイルの猟を行うことが禁じられてしまった。これに加えて大型で力があり脚が長い、このカーランド・ハウンドを猟に使用すること自体が禁じられてしまった。更に、ラトビアの森で狩猟に使う猟犬は体高51cm以下の種に限るという法令も下され、徹底的な駄目出しを受けた。カーランド・ハウンドを狩猟に使ってはいけなくなった理由は皮肉にもその猟犬としての優秀な能力が関係している。走るのが速く獲物にすぐ追いつけ、力が強いので噛み留めによって獲物を逃げにくくする効果が非常に高いため、狩猟の成功率がかなり高かったことが使用を禁止された原因である。このため、性能を落として狩猟の成功率を下げることで獲物がつかまりにくくなり、結果森の動物の個体数が増加するのではないかとラトビア政府はみたのである。
これにより本種の仕事は完全に奪われ、サイズを落とし法令に従うための改良を加えられることになった。それにより異種交配が進んで最終的には姿かたちが全く異なるラトビアン・ハウンドという別の犬種に姿を変えた。そして、本種そのものは絶滅してしまった。
尚、20世紀に入ってから隣国ラトビアで作出されたリトアニアン・ハウンドは、本種の復元を目的として作出された犬種である。消滅した犬種ではあるが、現在もラトビアでは人気の高い犬種である。

## 特徴
大型で力が強く、筋肉質の体型をしたセントハウンド犬種である。姿は復元種とされるリトアニアン・ハウンドにやや似ているが、性格は全く異なっており、容姿も若干異なる。首は太めで脚が長く、走るのが速い。マズルは先細りで長い。耳は垂れ耳、尾は長い垂れ尾。コートはスムースコートで、毛色はブラック・アンド・タンなど。大型犬サイズで、性格は忠実で従順、温厚である。しつけの飲み込みが非常によく、スタミナは猟犬としては劣るが、その代わりにとても忠実に命令に従う。吠え声は大きく、よく通る声であったといわれている。運動量は多めである。